# Solieria mama
Solieria mama là một loài ruồi trong họ Tachinidae.